# Božići (Czarnogóra)
Božići (cyr. Божићи) – wieś w Czarnogórze, w gminie Andrijevica. W 2011 roku liczyła 190 mieszkańców.